# Grote Smog van 1952
De Grote Smog van 1952 (Great Smog of '52, Great Smog of London, The Great Smog) was een smogophoping die de Britse stad Londen teisterde in december 1952. Een periode van koud weer, een hogedrukgebied en windstille omstandigheden zorgden ervoor dat luchtvervuiling, vooral afkomstig van de verbranding van steenkool in fabrieken en woningen, niet kon ontsnappen en als een dikke deken over de stad kwam te liggen. De smogperiode duurde van 5 december tot 9 december; daarna verdween de ernstige luchtvervuiling snel nadat het weer was omgeslagen.

## Achtergrond
Op 4 december 1952 kwam een windstil Londen onder een hogedrukgebied terecht waarbij in de atmosfeer een laag koude lucht kwam vast te zitten onder een laag warme lucht met mist als gevolg.
Door het erg koude weer in die periode stookten Londenaars thuis meer kolen dan anders en verbrandden de elektriciteitscentrales in de stad tonnen kolen. De enige voorraad kolen na de Tweede Wereldoorlog waren van lage kwaliteit die bij verbranding veel zwaveldioxide uitstootten. Daarnaast kwam er ook stikstofdioxide vrij. De beide dioxides interageerden met de minuscule waterdruppels in de mist en vormden zo kleine partikels zwavelzuur. Verdamping van de waterdruppels uit de eigenlijke mist creëerde een dichte, geconcentreerde smog van zeer giftige partikels zwavelzuur, die tot 9 december bleef hangen door het hogedrukgebied en omdat Londen in een dal ligt.
De ernstige smog beperkte het zicht in de straten af tot minder dan 90 centimeter en drong ook binnenhuis door. De omstandigheden werden niet meteen als zeer problematisch gezien aangezien Londen in die tijd vaker last had van smog. Overheidsverslagen rapporteerden echter naderhand dat 4000 mensen vroegtijdig waren overleden en 100.000 anderen ziek waren geworden door het effect van de vervuilde atmosfeer op de menselijke luchtwegen. Later onderzoek maakte aannemelijk dat dit waarschijnlijk een onderschatting was en schatte het werkelijke aantal doden door de smog op 12.000.
De Great Smog is bekend komen te staan als het ernstigste geval van luchtvervuiling in het Verenigd Koninkrijk. De gevolgen gaven de aanzet tot het doen van milieuonderzoek, overheidsregulatie en publiek besef met betrekking tot de relatie tussen luchtkwaliteit en gezondheid.
Het Britse parlement zou in 1956 de eerste Clean Air Act goedkeuren, waarmee het recht op schone lucht juridisch werd vastgelegd. Dit was de eerste stap op weg naar schonere buitenlucht in het Verenigd Koninkrijk. Huishoudens werden door de overheid gestimuleerd om van steenkool over te stappen op centrale verwarming of gas. Een smogperiode in 1962 zou echter nog eens 750 doden eisen. Latere jaren volgden nog meerdere Clean Air Acts om luchtvervuiling te bestrijden.

## Media
De Grote Smog van 1952 is te zien in de vierde aflevering van het eerste seizoen van The Crown over het leven en de regering van koningin Elizabeth II en wordt uitgezonden op Netflix. In de aflevering is het aanvankelijk voormalig Eerste Minister Winston Churchill die de ernst van de situatie niet wil inzien.